# Low Bentham
Low Bentham är en by i North Yorkshire i England. Byn är belägen 97,2 km 
från York. Orten har 721 invånare (2016).